# فيليب زيادة
فيليب خليل زيادة (مواليد 13 أبريل 1976) هو رجل أعمال لبناني أمريكي وقنصل لبنان الفخري في ولاية نيفادا. هو مؤسس ورئيس Growth Holdings ومقرها في لاس فيغاس. ينشط فيليب زيادة بالاشتراك مع شقيقه خليل زيادة في السياسة اللبنانية وشؤون المغتربين.
ولد فيليب زيادة في هرهريا-القطين في لبنان وهاجر إلى الولايات المتحدة عام 1998. استقر في لاس فيغاس حيث أكمل تخصصًا مزدوجًا في الهندسة الميكانيكية والمدنية. خلال الأزمة المالية العالمية 2007-2008 ، استحوذ زيادة على العقارات المتعثرة وأعادت تشكيلها وبيعها. تدير شركته الأم، Growth Holdings ، محفظة من 24 شركة فرعية تعمل في الولايات المتحدة وأوروبا واليابان والشرق الأوسط. نظرًا لخلفيته في حلول الطاقة الخضراء، تم ترشيحه لمنصب وزير الطاقة في لبنان. رفض زيادة بسبب التطورات السياسية الإقليمية التي كانت ستعيق عمل الحكومة التكنوقراطية التي اقترحها حسان دياب.
عين زيادة قنصل فخري للبنان في ولاية نيفادا من قبل الرئيس ميشال عون. تم تكريمه لابتكاراته كرئيس تنفيذي ولدعمه للشباب اللبناني. تعمل شركته القابضة مع عدد من الجامعات اللبنانية لتوجيه وتوظيف الخريجين. استهدفت حملات وسائل التواصل الاجتماعي زيادة في فترة ترشيحه لمنصب وزير الطاقة في لبنان.

## بداياته والدراسة
وُلد زيادة لنايلة وخليل زيادة في 13 أبريل 1976 في هرهريا القطين في قضاء كسروان في لبنان. في عام 1998 هاجر إلى الولايات المتحدة واستقر في لاس فيغاس حيث كان يقيم عمه، ليحصل على درجة مزدوجة في الهندسة الميكانيكية والمدنية من جامعة نيفادا في لاس فيغاس.

## حياته مهنية
بدأ زيادة مشروعًا لتصنيع أحجار البناء في عام 1997. بعد ستة أشهر من بداية دراسته الجامعية حصل على عقد لتوريد الرخام المستورد من لبنان إلى منتجع Palms Casino في لاس فيغاس.
بعد تخرجه في عام 2000، أصبح زيادة مستثمرًا ومطورًا عقاريًا. باع فيليب أصوله خلال الأزمة المالية العالمية في 2007-2008 لكنه استفاد لاحقًا من فرص العمل بعد الانهيار من خلال شراء وإعادة تصميم وبيع العقارات المتعثرة. أسس زيادة شركة Growth Holdings في لاس فيغاس في سنة 2008 والتي نمت لتصبح تكتلاً من 24 شركة تعمل في مجالات البناء والتكنولوجيا والضيافة والتعليم والترفيه.  انتشر مشروعه وأصبح أكبر شركة عقارية من حيث حجم المعاملات في ولاية نيفادا ولها مكاتب في أوروبا واليابان والشرق الأوسط. استجابةً للمخاوف البيئية دخل زيادة في شراكة مع تيسلا لترويج وتشجيع بناء مساكن مستدامة بيئيًا وتطويرها مع التركيز على الاستخدام الفعال للتقنيات المتاحة مسبقًا.  توسعت أعمال زيادة لتقديم خدمات ضيافة صديقة للبيئة وموفرة للطاقة.  تقوم شركاته الفرعية بتطوير مساكن راقية التي تستخدم تكنولوجيا تيسلا للطاقة.
في عام 2019، عين رئيس الجمهورية اللبناني ميشال عون فيليب زيادة قنصلا فخريا للبنان في ولاية نيفادا.

## قطاع الطاقة العام اللبناني
أظهر زيادة اهتمامه بإصلاح قطاع الطاقة اللبناني لأول مرة في عام 2017.
قبل ترشيحه لمنصب وزير الطاقة، إقترح زيادة حلولا إلى مجلس النواب اللبنانياستخدام التكنولوجيا الجديدة، وبيع الكهرباء الفائضة إلى شبكة الكهرباء الوطنية، وإدارة هدر الطاقة، وتوفير مصادر طاقة بديلة ومستدامة. قوبل اقتراح زيادة بالرفض. تمت مناقشة الحلول البديلة مع الحكومة اللبنانية التي تستهدف الأفراد الراغبين لكن هذه الإجراءات قوبلت بعوائق تشريعية وعوائق في المجلس برلماني.

## وجهات النظر السياسية والانخراط في العمل
كان خليل، والد فيليب، من أنصار حزب الكتائب منذ فترة طويلة. فيليب ناقد صريح للشلل السياسي اللبناني. حصل على دعم النخبة العونية، وتحديداً الرئيس عون ورئيس التيار الوطني الحر ثم وزير الخارجية والمغتربين جبران باسيل الذي أقام معه علاقات وثيقة. في يناير 2020، تم ترشيح زيادة لمنصب وزير الطاقة والمياه في حكومة رئيس الوزراء المكلف آنذاك حسان دياب. يؤكد زيادة أنه تم ترشيحه من قبل سايد فنيانوس وعضو في مجلس إدارة جامعة هارفارد على اتصال مع الرئيس المكلف حسان دياب. يعتمد ترشيح زيادة إلى المنصب على خبرته في مجال الطاقة المتجددة والمستدامة. ركزت أجندته الإصلاحية على خفض هدر الطاقة والتحول من طاقة الوقود الأحفوري إلى تحويل المنازل والشركات إلى مركز إنتاج طاقة ذاتية باستخدام تكنولوجيا الطاقة المتجددة الجديدة مثل ال-Powerwall من شركة تيسلا. خلال مقابلة تلفزيونية، دعم الكاردينال بشارة بطرس الراعي علنا ترشيح فيليب. لكن زيادة رفض الترشيح بعد تصفية قاسم سليماني، وهو قائد عسكري إيراني رفيع المستوى والذي من شأنه، بحسب قول زيادة، أن يفرض تدخلًا سياسيًا إقليميًا في السياسة اللبنانية الداخلية بينما كان يتوقع أن يكون جزءًا من حكومة دياب التكنوقراطية. تعرض زيادة لحملة تشهير إعلامي شملت تداول صوره وهو في حالة سكر أثناء حفل توديع العزوبية عندما كان يبلغ من العمر 22 عامًا. أصدر بيانًا صحفيًا أعلن فيه أن رفضه لمنصب مجلس الوزراء كان لأسباب لا تتعلق بالصور المسربة. لم يعتذر زيادة خلال مقابلة تلفزيونية مع الصحفي اللبناني مارسيل غانم وبرر سلوكه بأنه جانب طبيعي للاندماج في الثقافة الغربية.
في أعقاب ثورة 17 تشرين الأول، دعا زيادة إلى إصلاح سياسي يبدأ بإجراء انتخابات نيابية مبكرة تقدم أعضاء برلمان شبابًا وتشكيل حكومة تكنوقراط.  على الرغم من أنه أعلن تأييده للحركة الثورية، وقال زياده أنه لا يوافق شعار «الشعب يريد إسقاط النظام» وبرر موقفه بالقول إن لبنان ديمقراطية برلمانية متعطلة تحتاج إلى إصلاح. يدعو زيادة إلى الانتقال إلى الدولة المدنية وفصل السلطات.

## النشاط والعمل الخيري
في عام 2014، أطلق زيادة برنامج Invest To Stay [استثمر للبقاء] في لوس أنجلوس، والذي يهدف إلى خلق فرص استثمارية للنمو المستدام ولتحفيز الاقتصاد اللبناني. يدعم زيادة تمكين الشباب خاصة في الشتات وأثبت دعمه من خلال الاستثمار في الموارد البشرية والإبداع ورعاية الطلاب وتقديم فرص عمل لخريجي دبلوم الطاقة المتجددة بغض النظر عن خلفيتهم السياسية. قام برعاية الشراكة بين جامعة الروح القدس اللبنانية في الكسليك و RENAC وهي إحدى المزودين الدوليين الرائدين للتعليم والتدريب في مجالات الطاقة المتجددة وتوفير الطاقة. كما دخل زيادة في شراكة مع جامعة سيدة اللويزة اللبنانية لتطوير برامج الطاقة المتجددة وتقديم فرص العمل والتوجيه في شركاته التكنولوجية. زيادة هو من دعاة حماية الحقوق الفكرية في لبنان؛ في عام 2018، كان متحدثًا ومنظمًا مشاركًا مع YouTube ووزارة الاقتصاد والتجارة اللبنانية لورشة عمل حول حماية الملكية الفكرية والموسيقى عقدت في بيروت. وضع زيادة طائرته الخاصة في خدمة البطريركية المارونية عام 2018 لنقل رفات القديسة مارينا من كنيسة القديسة ماريا فورموزا في البندقية إلى لبنان.

## تكريم
في خلال جولته الرعوية في الولايات المتحدة الأمريكية عام 2017، منح البطريرك بشارة بطرس الراعي زيادة وسام مار مارون تقديرا لاستثماره في تعليم الشباب اللبناني. حصل زيادة على جائزة البرج لتكريم المدير التنفيذي المبتكر لعام 2019 من شبكة نوادي الرؤساء التنفيذيين ومقرها دبي.

## انتقادات
تعرض فيليب زيادة سنة 2019-2020 لانتقادات لعلاقاته الوثيقة بوزير الخارجية والمغتربين آنذاك جبران باسيل الذي تعتبره بعض حركات المعارضة اللبنانية شخصية سياسية فاسدة. رد زيادة على هذه الانتقادات بالقول إن علاقته بباسيل هي علاقة وزير خارجية نشط مع مغترب ناجح، ومضى يقول إن باسيل ليس من رشحه لمنصب وزير الطاقة.

## حياته الشخصية
فيليب لديه طفلان يعيشان بين الولايات المتحدة ولبنان. 

### المعلومات الكاملة للمراجع
- Abou Zeid، Philippe (2017). "تقرير فيليب زيادة [Interview with Philippe Ziade]". كلام الناس [Kalam en-Nas - People Talk]. Lebanese Broadcasting Corporation. LBCI. اطلع عليه بتاريخ 2021-02-27.
- AMIDEAST (16 أكتوبر 2017). "Gala in California raises scholarship funds for Lebanon". AMIDEAST. مؤرشف من الأصل في 2021-03-02. اطلع عليه بتاريخ 2021-03-02.
- Arbid, Jeremy (3 Apr 2013). "A litmus test in Paris". Executive Magazine (بالإنجليزية الأمريكية). Archived from the original on 2020-10-29. Retrieved 2021-03-01.
- Bou Jawdeh, Ramy (16 Sep 2018). "LDE Conference Canada: Multicultural Innovation Corridor Panels by Berytech". Berytech (بالإنجليزية الأمريكية). Archived from the original on 2021-03-01. Retrieved 2021-03-01.
- Burj CEO awards (2019). "The Burj CEO Awardees". The Burj CEO awards (بالإنجليزية الأمريكية). Archived from the original on 2021-02-26. Retrieved 2021-02-26.
- Capital Finance International (23 Oct 2020). "Philippe Ziade: The Man Who Brings Tesla Home". CFI (بالإنجليزية الأمريكية). Archived from the original on 2021-02-26. Retrieved 2021-02-26.
- Charbel، Haifa (21 مارس 2017). "Philippe Ziade". سفراء الأرز - [Cedar ambassadors]. MTV Lebanon. MTV Lebanon. اطلع عليه بتاريخ 2021-03-02.
- Duck, Allison (13 Mar 2020). "LVing: A fully furnished beauty and more". Las Vegas Magazine (بالإنجليزية). Archived from the original on 2021-03-01. Retrieved 2021-03-01.
- Eliktisad News editorial staff (9 مارس 2018). "خوري: حماية الملكية الفكرية هي على رأس أولويات الوزارة لأنها تنمي الاقتصاد" [Khoury: protecting intellectual property is the ministry's top priority because it boosts the economy]. Eliktisad News. مؤرشف من الأصل في 2021-03-02. اطلع عليه بتاريخ 2021-03-02.
- Elnashra News editorial staff (9 ديسمبر 2020). "فيليب زيادة: ليس باسيل من طرح إسمي لتولي حقيبة في حكومة دياب" [Philippe Ziade: it is not Basil who nominated for the office in Diab's government]. Elnashra News. مؤرشف من الأصل في 2020-02-11. اطلع عليه بتاريخ 2021-03-02.
- Embassy Pages (27 سبتمبر 2020). "Consulate of Lebanon in Las Vegas, United States". Embassy Pages. مؤرشف من الأصل في 2021-02-26. اطلع عليه بتاريخ 2021-02-26.
- Ghanem، Marcel (2020a). "فيليب زيادة - رضوان عقيل - الجزء الأول [Philippe Ziade, Radwan Akil, Part 1]". صارالوقت [It's about time]. موسم 2. إم تي في اللبنانية. مؤرشف من الأصل في 2021-04-07. اطلع عليه بتاريخ 2021-02-27.
- Ghanem، Marcel (2020b). "فيليب زيادة - رضوان عقيل - الجزء الثاني [Philippe Ziade, Radwan Akil, Part 2]". صارالوقت [It's about time]. موسم 2. إم تي في اللبنانية. مؤرشف من الأصل في 2021-04-07. اطلع عليه بتاريخ 2021-02-27.
- Hadchity، Simona (9 نوفمبر 2019). ""فيليب زيادة"...لبناني ينال جائزة المدير العام التنفيذي الاكثر ابتكارا للعام 2019" [Philippe Ziade: Lebanese businessman receives the most innovative CEO award for 2019]. Radio Liban Libre - إذاعة لبنان الحر. مؤرشف من الأصل في 2019-11-23. اطلع عليه بتاريخ 2021-03-02.
- Haddad، Scarlett (6 يناير 2020). "Diab commence à constituer son équipe malgré les obstacles". L'Orient-Le Jour. مؤرشف من الأصل في 2020-11-28. اطلع عليه بتاريخ 2021-03-01.
- Hovsepian, Grace (18 Jul 2017). "This Lebanese Real Estate Agent Is One Of The Top In The United States". The961 (بالإنجليزية الأمريكية). Archived from the original on 2021-02-10. Retrieved 2021-03-01.
- Las Vegas Review-Journal editorial staff (17 Jan 2020). "Growth Luxury Homes to create Canyon Collection". Las Vegas Review-Journal (بالإنجليزية الأمريكية). Archived from the original on 2020-01-18. Retrieved 2021-03-01.
- Lebanese Broadcasting Corporation International (24 سبتمبر 2017). "المغتربون أيضاً عينهم على النفط والغاز" [Expatriates also show interest in oil and gas]. LBCI Lebanon. مؤرشف من الأصل في 2021-03-01. اطلع عليه بتاريخ 2021-03-01.
- Lebanese Broadcasting Corporation International (30 أكتوبر 2017). "بالصور - فيليب زيادة... الشخصية الثانية التي تنال هذا التكريم من الراعي". LBCI Lebanon. مؤرشف من الأصل في 2021-03-01. اطلع عليه بتاريخ 2021-03-01.
- Lebanese Broadcasting Corporation International (17 يوليو 2018). "بالصور - انطلاق ذخائر القديسة مارينا من إيطاليا إلى لبنان" [In pictures - the departure relics of Saint Marina's munitions from Italy to Lebanon]. LBCI Lebanon. مؤرشف من الأصل في 2021-02-28. اطلع عليه بتاريخ 2021-02-28.
- Lebanese Broadcasting Corporation International (22 Sep 2019). "LDE conference shed light on Lebanese contribution in supporting local production". LBCI Lebanon (بالإنجليزية). Archived from the original on 2021-02-28. Retrieved 2021-02-28.
- Lebanese Daily editorial staff (10 يناير 2020). "هل انظلم فيليب زيادة بسبب صور شخصيّة قديمة" [Was Philippe Ziade wronged because of old personal pictures?]. Lebanese Daily. Beirut. مؤرشف من الأصل في 2020-11-28. اطلع عليه بتاريخ 2021-02-27.
- LebanonFiles editorial staff (15 Mar 2018). "وزير الاقتصاد : لتأمين التوازن بين حقوق المبدعين واستفادة المجتمع". LebanonFiles (بالإنجليزية الأمريكية). Archived from the original on 2021-03-02. Retrieved 2021-03-02.
- Magazine Le Mensuel editorial staff (13 Dec 2019). "Le Libano-américain Philippe Ziadé: Le Pdg le plus innovant en 2019". Magazine Le Mensuel (بالفرنسية). Archived from the original on 2021-02-25. Retrieved 2021-03-01.
- Maroun, Bechara (17 Jul 2018). "De Venise à Qannoubine, 800 ans après, sainte Marina rentre d'exil" [From Venice to Qannoubine, 800 years later, Saint Marina returns from exile]. L'Orient-Le Jour (بالفرنسية). Archived from the original on 2021-03-01. Retrieved 2021-03-01.
- Miller، Cody (23 ديسمبر 2019). "Sustainable luxury homes with integrated Tesla technology coming to Southern Highlands". KSNV. مؤرشف من الأصل في 2021-03-01. اطلع عليه بتاريخ 2021-03-01.
- Ministry of Economy and Trade (Lebanon) (9 مارس 2019). "News - Launch of an educational workshop organized by USLEBANON TECH HUB in cooperation with YouTube sponsored by Minister of Economy and Trade Raed Khoury". Ministry of Economy and Trade. مؤرشف من الأصل في 2021-03-02. اطلع عليه بتاريخ 2021-03-02.
- Ministry of Foreign Affairs and Emigrants (Lebanon)، 2016 (17 سبتمبر 2016). "North America - Lebanese Diaspora Energy - New York - September 16-17, 2016" (PDF). Lebanese Diaspora Energy. مؤرشف من الأصل (PDF) في 2021-03-02. اطلع عليه بتاريخ 2021-03-02. {{استشهاد ويب}}: الوسيط |الأول= يحوي أسماء رقمية (مساعدة)
- MTV Lebanon (9 مارس 2018). "خوري: لتأمين التوازن بين حقوق المبدعين واستفادة المجتمع" [Khoury: Balancing between the creator rights and societal benefit]. MTV Lebanon. مؤرشف من الأصل في 2021-03-02. اطلع عليه بتاريخ 2021-03-02.
- MTV Lebanon (31 أكتوبر 2017). "تكريم فيليب زيادة… مستحق" [The well deserved recognition of Philippe Ziade]. MTV Lebanon. مؤرشف من الأصل في 2021-02-28. اطلع عليه بتاريخ 2021-02-28.
- MTV Lebanon (2019a). "Phillipe Ziadé underlines another year of achievement with "The Innovative CEO Award of the year" win". MTV Lebanon (بالإنجليزية). Archived from the original on 2021-02-26. Retrieved 2021-02-26.
- MTV Lebanon (2019b). "'فيليب زيادة'... لبناني ينال جائزة المدير العام التنفيذي الاكثر ابتكارا للعام 2019" [Philippe Ziade, a Lebanese receives the Innovative CEO Award of the year for 2019]. MTV Lebanon. مؤرشف من الأصل في 2021-02-28. اطلع عليه بتاريخ 2021-02-28.
- Nehme، Rimial (5 ديسمبر 2018). "Philippe Ziade - Lebanese immigrant success story". Escales. OTV. OTV. اطلع عليه بتاريخ 2021-03-02.
- Nevada Business editorial staff (1 Mar 2018). "Family Owned Business 2018". Nevada Business Magazine (بالإنجليزية الأمريكية). Archived from the original on 2020-11-27. Retrieved 2021-03-01. {{استشهاد ويب}}: |الأخير= باسم عام (help)
- Nevada Business editorial staff (1 Mar 2020). "Philippe Ziade - Growth Holdings". Nevada Business Magazine (بالإنجليزية الأمريكية). Archived from the original on 2020-09-29. Retrieved 2021-02-26. {{استشهاد ويب}}: |الأخير= باسم عام (help)
- Notre Dame University - Louaize (9 أغسطس 2019). "NDU signs MOU with Growth Technology LLC". Notre Dame University - Louaize. مؤرشف من الأصل في 2019-08-21. اطلع عليه بتاريخ 2021-03-02.
- RENAC (2020). "Welcome to Renewables Academy". Renewable Energy Academy (بالألمانية). Archived from the original on 2020-09-19. Retrieved 2021-02-27.
- Ziade، Philippe (6 يناير 2020). "بيان من فيليب زيادة حول "الحملة المنظمة التي استهدفته عبر وسائل التواصل"" [Statement by Philippe Ziade on " the organized social media campaign that targeted him"] (Press release). Beirut: Annahar. مؤرشف من الأصل في 2021-03-02. اطلع عليه بتاريخ 2021-02-03.